# Národní urychlovačová laboratoř SLAC
Národní urychlovačová laboratoř SLAC původně Stanfordské centrum lineárního urychlovače je Národní laboratoř provozovaná Ministerstvem energetiky Spojených států amerických na Stanfordově univerzitě v rámci programového vedení Úřadu pro vědu Ministerstva energetiky. Nachází se v Menlo Parku v Kalifornii.
Výzkumný program se soustředí na experimentální a teoretický výzkum v oblasti fyziky elementárních částic pomocí elektronových paprsků a na výzkum v oblasti atomové fyziky a fyziky pevných látek, chemie, biologie a medicíny pomocí synchrotronového záření.

## Historie

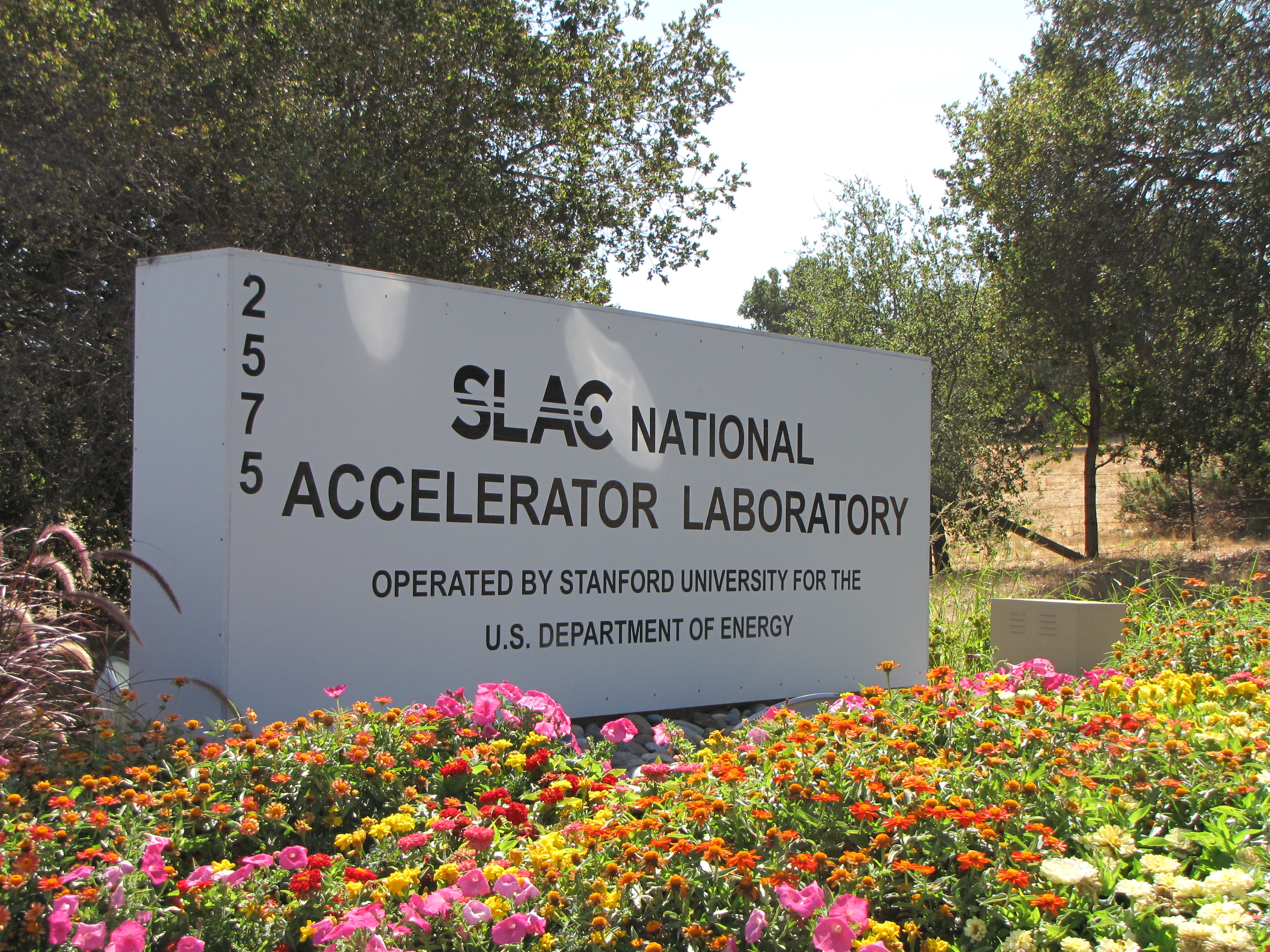
Vstup do laboratoře v Menlo Parku

Laboratoř byla založena v roce 1962 jako Stanfordské centrum lineárního urychlovače, zařízení se nachází na ploše 426 akrů (1.72 čtverečních kilometrů) na pozemcích Stanfordovy univerzity v Sand Hill Road v Menlo Park v Kalifornii, západně od univerzitního kampusu. Hlavní urychlovač má délku dvou mil a je tedy nejdelším lineárním urychlovačem na světě. V provozu je od roku 1966.
Výzkum v laboratoři vyprodukoval tři Nobelovy ceny za fyziku:
- 1976: kvark c - J/ψ meson[3]
- 1990: kvarková struktura uvnitř protonů a neutronů[4]
- 1995: tau lepton[5]

SLAC také poskytl místo pro Homebrew Computer Club a další průkopníky revoluce ohledně domácích počítačů v 70. a 80. letech.
V roce 1984 byla laboratoř jmenována Národním kulturním a inženýrským mezníkem.
SLAC vyvinul a od prosince 1991 hostil první World Wide Web server mimo Evropu.
V polovině 90. let byly na urychlovači pomocí Large Stanford Detector zkoumány vlastnosti Z bosonu.
Od roku 2005 zaměstnává SLAC více než 1000 lidí, zhruba 150 z nich jsou fyzici s doktorským stupněm vzdělání, přítomno je také více než 3000 hostujících výzkumné pracovníky ročně. Tito zaměstnanci provozují urychlovač částic pro vysokoenergetickou fyziku a Stanfordskou synchrotronovou radiační laboratoř (SSRI) pro výzkum synchrotronového záření, který byl "nezbytný" pro výzkumu vedoucí k udělení Nobelovy cenu za chemii pro rok 2006. Tu získal Stanfordský profesor Roger D. Kornberg.
V říjnu 2008 oznámilo Ministerstvo energetiky, že centrum bude změněno na Národní urychlovačovou laboratoř SLAC. Důvody zahrnují lepší zastoupení nového směru laboratoře a ochrannou známku jména laboratoře. Univerzita se pokoušela proti změně právně protestovat.
V březnu 2009 bylo oznámeno, že laboratoř získala 68 milionů dolarů v Recovery Act Funding, jež mají být vyplaceny Úřadem pro vědu Ministerstva energetiky.

## Komponenty

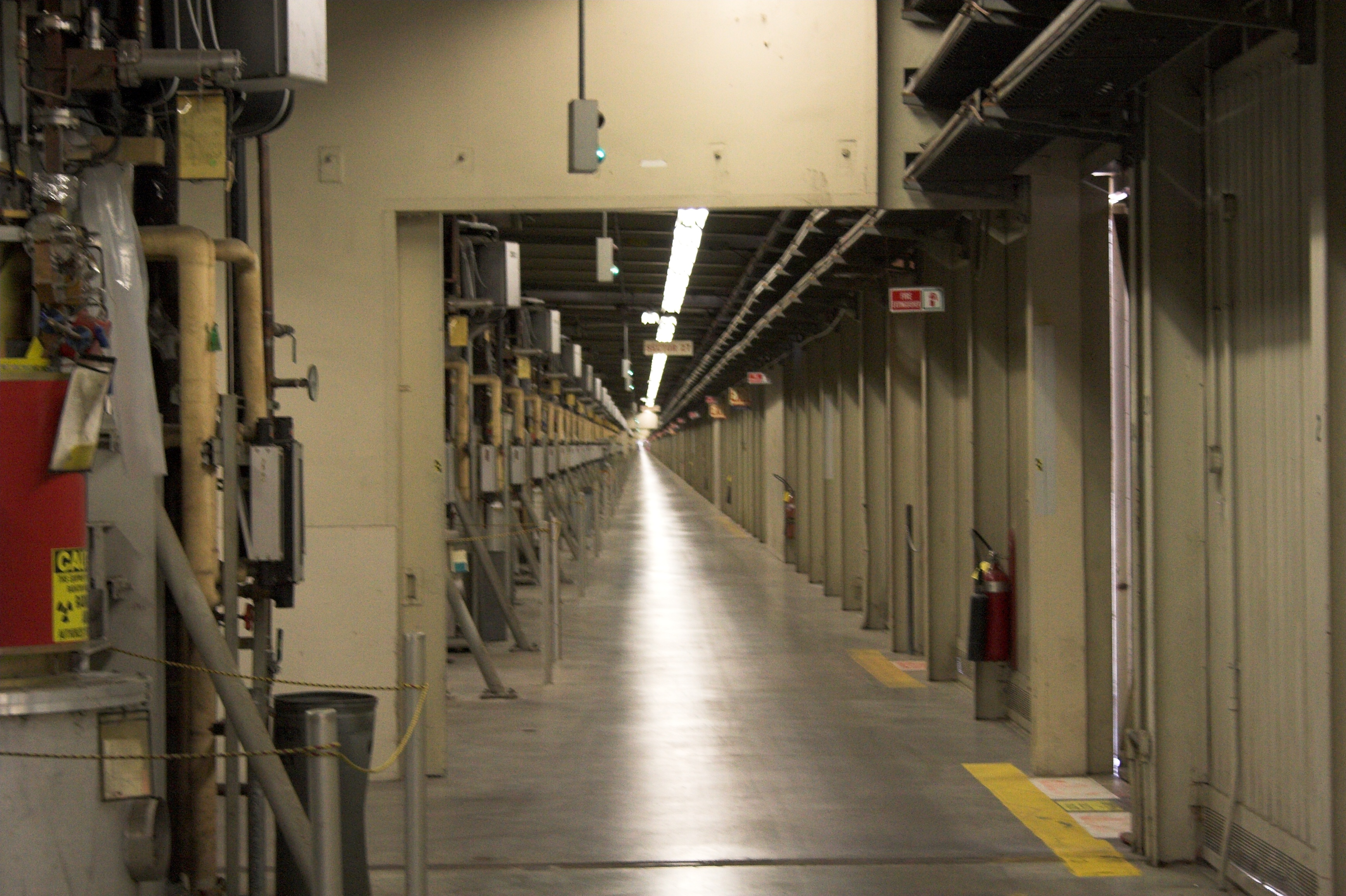
1,9 míle (3 km) dlouhá Klystron Galerie nad urychlovačem

### Urychlovač

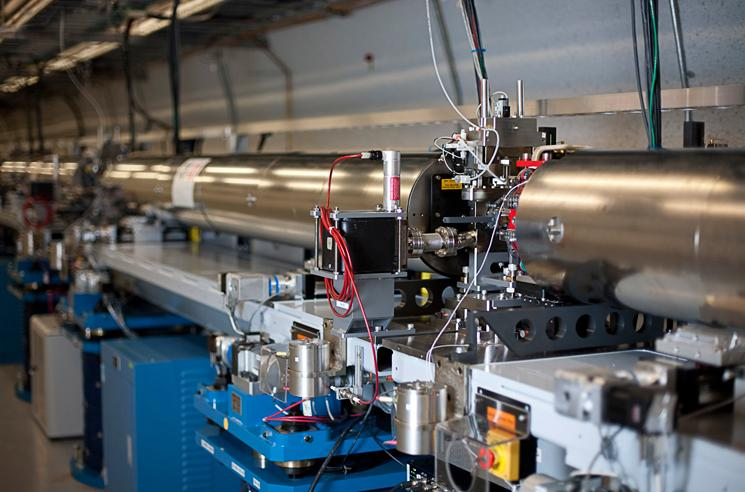
Součásti urychlovače SLAC

Hlavní urychlovač je vysokofrekvenční lineární urychlovač, který může urychlit elektrony a pozitrony až na 50 GeV. Urychlovač je dlouhý 2,0 mil (cca 3,2 km), jde o nejdelší lineárním urychlovači na světě a tvrdí se, že jde o nejrovnější předmět na světě. Hlavní urychlovač se nachází 30 stop (asi 10 metrů) pod zemí a prochází pod Interstate Highway 280. Nadzemní klystronová galerie na vrcholu je nejdelší budovou ve Spojených státech.

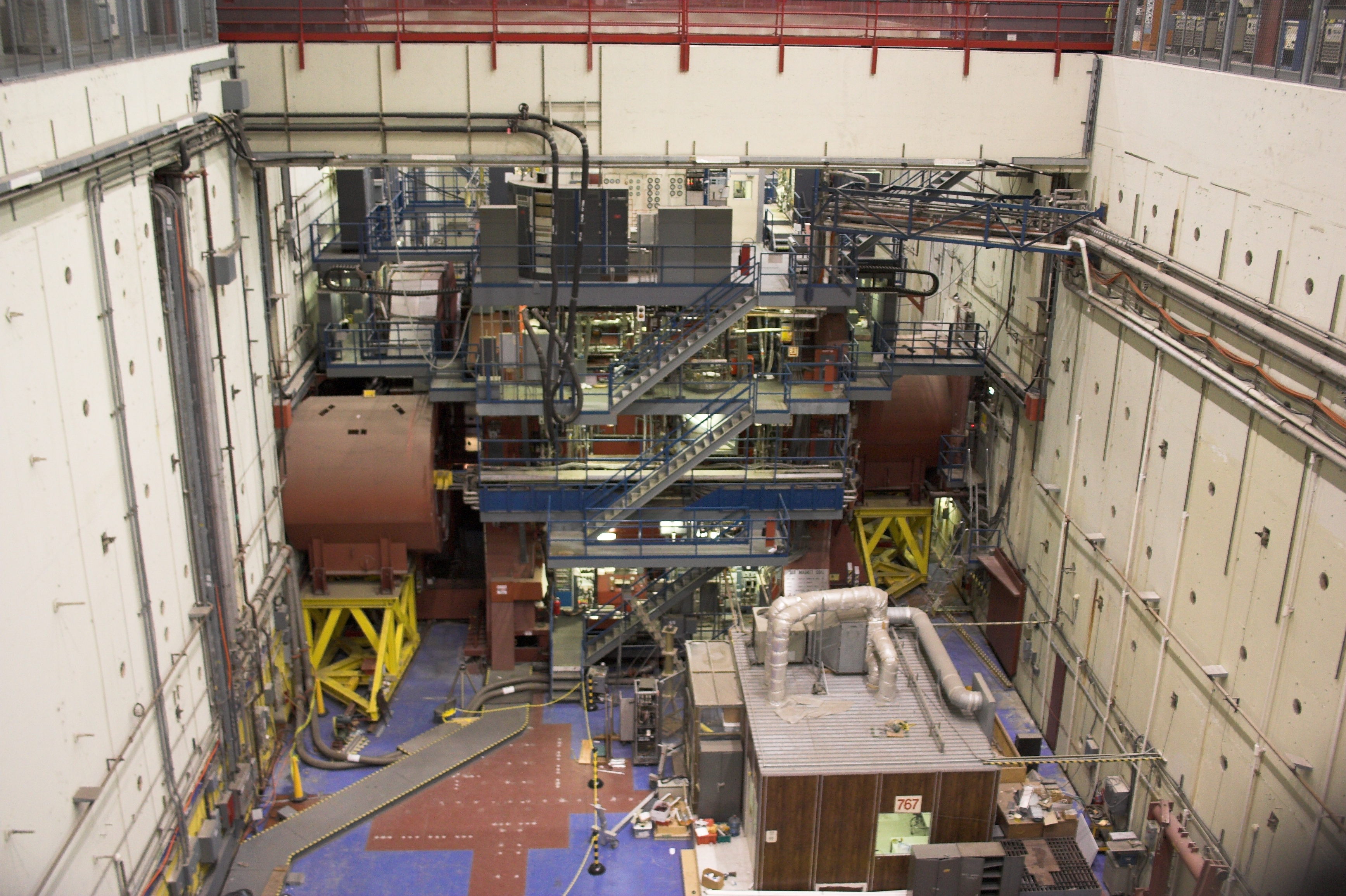
Šachty a detektory urychlovače

### Stanfordský lineární urychovač
Stanfordský lineární urychlovač byl lineární urychlovač, který srážel elektrony a pozitrony. Maximální energie byla asi 90 GeV, což se rovná hmotnosti Z bosonu, urychlovač byl navržen tak, aby právě tuto částici mohl studovat.
Student Barrett D. Milliken objevil první Z událost 12. dubna 1989 při pročítání dat z předchozího dne na detektoru Mark II. Většina údajů byla shromážděna na SLAC Large Detector. Ačkoli byl urychlovač SLC do značné míry zastíněn Velkým elektron-pozitronovým urychlovačem v Evropské organizaci pro jaderný výzkum, který začal pracovat v roce 1989, díky vysoce polarizovaným elektronovým svazkům na SLC (téměř 80%) byly provedeny určité jedinečné měření, jako je například porušení parity u Z bosonu a b kvarku.
V současné době nevstupují žádné svazky do jižních a severních oblouků stroje, což vede ke konečnému zaměření, proto je tato sekce zastavena, aby se pouštěly svazky do PEP2 úseku od rozvodny svazků.

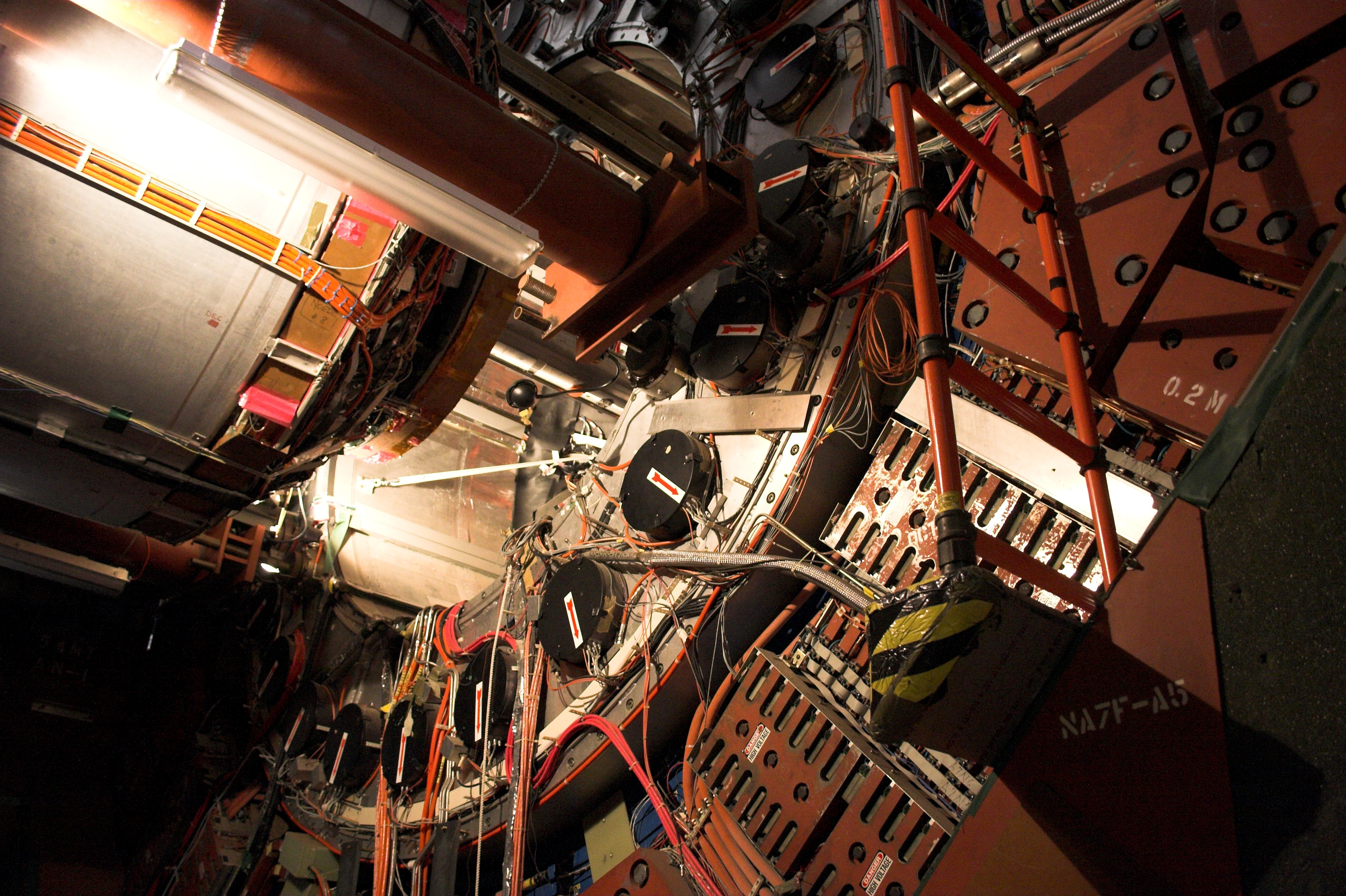
Pohled dovnitř detektoru Stanford Large Detector

### SLAC Large Detector
SLAC Large Detector (SLD) byl hlavním detektorem pro Stanford Linear Collider. Byl navržen primárně pro detekci Z bosonů produkováných plynem elektron-pozitronových srážek. SLD fungoval mezi roky 1992 a 1998.

### PEP
PEP (Pozitron-elektronový projekt) zahájil provoz v roce 1980 s maximální energií až 29 GeV. Na svém vrcholu měl PEP pět velkých částicových detektorů v provozu a dále ještě jeden šestý menší detektor. Asi 300 vědců pracovalo na projektu PEP. Provoz byl zastaven v roce 1990 a výstavba PEP-II začala v roce 1994.

### PEP-II
Od roku 1999 do roku 2008 byla hlavním cílem lineárního urychlovače injekce elektronů a pozitronů do urychlovače PEP-II. Jednalo se o elektron-pozitronový urychlovač měřící 1.4 mil (2.2 km) v obvodu. Na urychlovači PEP-II byl umístěn experiment BaBar, jeden z tzv. B-Factory experimentů, které zkoumaly CP symetrii.

### Stanford Synchrotron Radiation Lightsource
Stanford Synchrotron Radiation Lightsource (SSRI) je zařízení pro synchrotronové záření nachází se v areálu laboratoře. Původně bylo postaveno pro fyziku částic a bylo použito v pokusech, kde byl objeven J/ψ mezon. Nyní je používáno výhradně pro materiálové vědy a biologické experimenty, které využívají vysoce intenzivní synchrotronové záření vysílané uloženými elektronovými svazky ke studiu struktury molekul. V časných 90. letech byl pro tento urychlovací prstenec postaven nezávislý elektronový injektor, což umožňuje práci nezávislou na hlavním lineárním urychlovači.

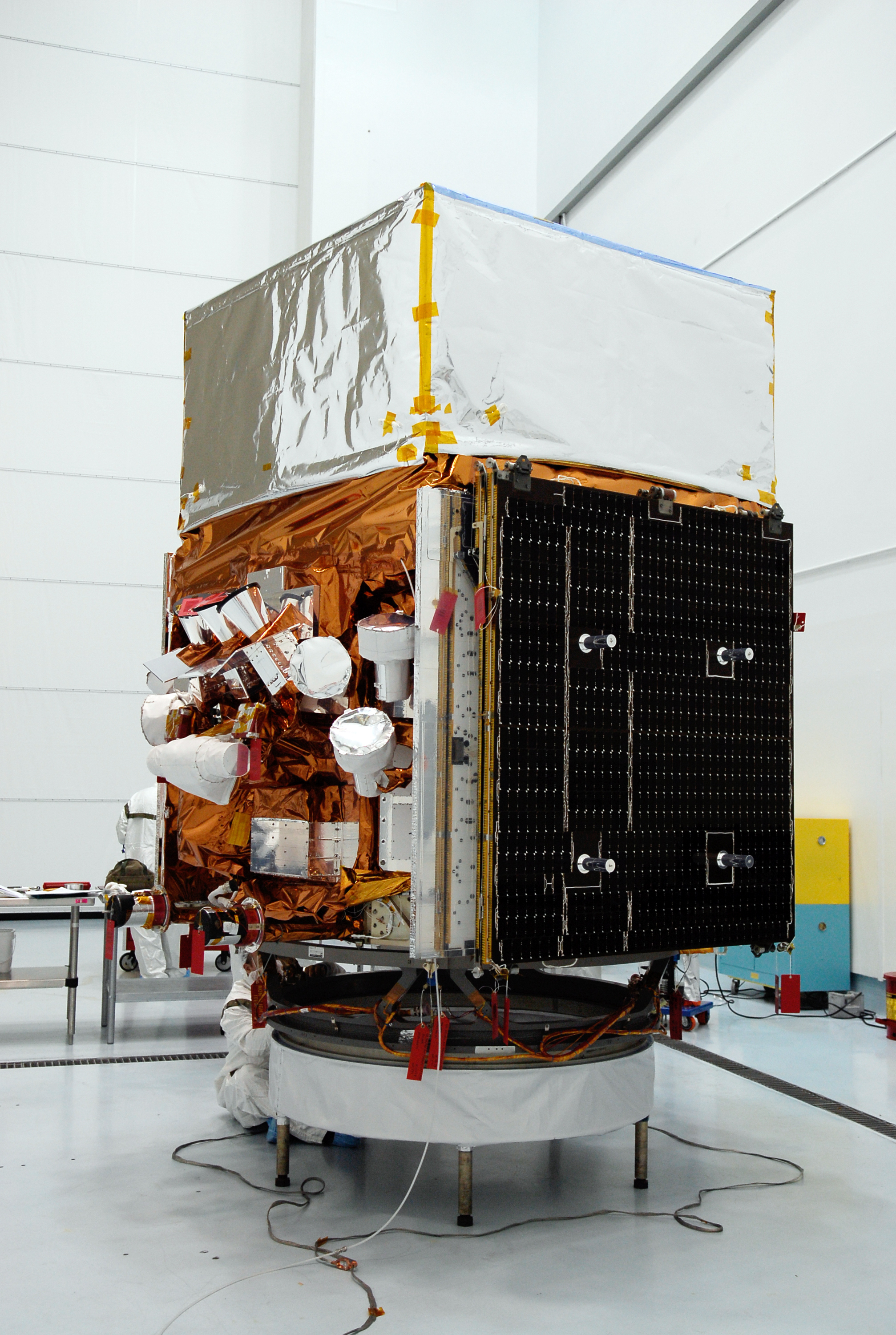
Fermi Gamma-ray Space Telescope

### Fermi Gamma-ray Space Telescope
SLAC hraje primární roli v konstrukci a fungování Fermi Gamma-ray Space Telescope, jehož mise byla zahájena v srpnu 2008. Základní vědecké cíle mise jsou:
- Pochopit mechanismy urychlování částic v aktivních galaxií, pulsarech a pozůstatcích po supernovách.
- Vyřešit problémy oblohy v gama záření: neidentifikované zdroje a rozptýlené emise.
- Určit chování vysoce energetických gama záblesků a přechodových jevů.
- Zkoumat temnou hmotu a fundamentální fyziku.

### KIPAC
Kavli Institute for Particle Astrophysics and Cosmology (KIPAC) je částečně umístěn na půdě SLAC, kromě své přítomnosti přímo na Stanfordově univerzitě.

### PULSE
Stanford PULSE Institute (PULSE) je Stanfordská nezávislá laboratoř nacházející se v Centrální laboratoři SLAC. PULSE byl vytvořen v roce 2005 na pomoc Stanfordské fakultě. Vědci vyvinuli ultrarychlý rentgenový výzkum na LCLS. Výzkumné publikace PULSE mohou být zhlédnuty zde.

### LCLS
Linac Coherent Light Source (LCLS) je zařízení laseru s volnými elektrony nachází v SLAC. LCLS je částečná rekonstrukce poslední 1/3 z původního lineárního urychlovače SLC a může vytvořit velmi intenzivní rentgenové záření pro výzkum v řadě oblastí. Poprvé byl laser spuštěn v dubnu 2009.

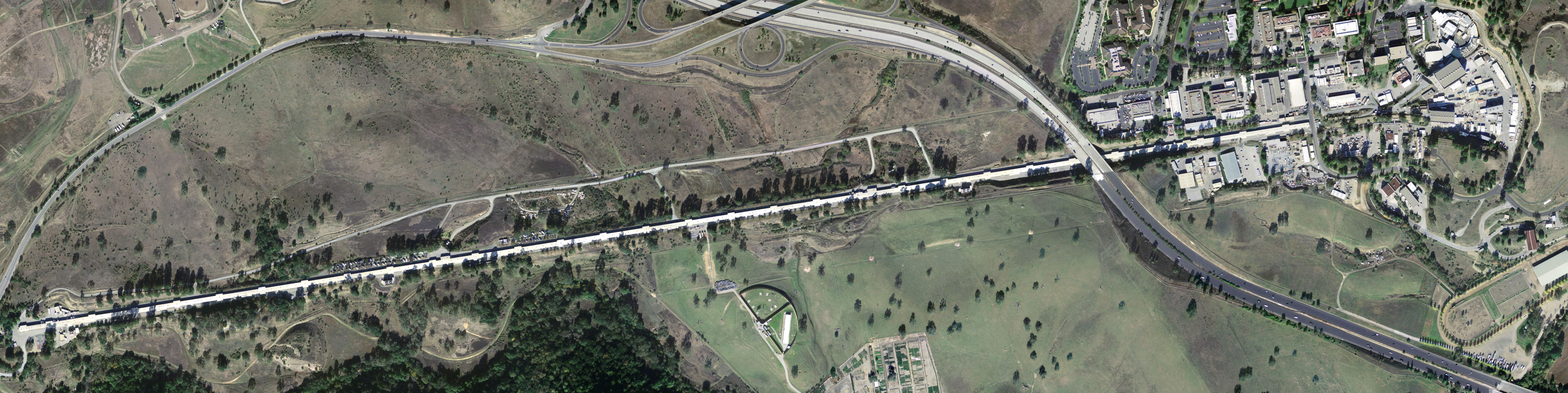
Letecký sníme Stanford Linear Accelerator Center s komplexem detektorů na pravé straně (na východě)

Laser produkuje tvrdé rentgenové záření, s 109 krát vyšší relativní jasností než tradiční synchrotronové zdroje a jde o nejsilnější rentgenový zdroj na světě. LCLS umožňuje uskutečnění celé řady nových experimentů a nabízí vylepšení pro stávající experimentální metody. Často se rentgenové záření používá k pořízení "snímků" objektů na atomární úrovni před smazáním vzorků. Laser má vlnovou délku v rozmezí od 0,13 do 6.2 nm (200 až 9500 elektronvoltů (eV) což je  podobné šířce atomu, poskytuje tak velmi podrobné informace, které byly dříve nedosažitelné. Navíc je laser schopen zaznamenat snímky s "rychlostí závěrky" měřené ve femtosekundách neboli milion-miliardtinách sekundy, což je potřebné, protože intenzita paprsku je často tak vysoká, že vzorek exploduje v časovém horizontu femtosekund.

### LCLS-II
LCLS-II projekt poskytuje významný upgrade pro LCLS přidáním dvou nových rentgenových laserových paprsků. Nový systém bude využívat stávající pětisetmetrový tunel pro přidání nového supravodivého urychlovače o energii 4 GeV a dvě nové sady undulátorů, což zvýší dostupné energetické spektrum LCLS. Objevy pomocí tohoto systému mohou zahrnovat nové léky, nové materiály nebo výzkum příští generace počítačů.

### FACET
V roce 2012 byly první dvě třetiny (~2 km) původního lineárnícho urychlovače SLC znovu vybaveny pro nové zařízení, kterým je Advanced Accelerator Experimental Test (FACET). Toto nové zařízení je schopno dodávat elektron-pozitronové svazky o energii 23 GeV s krátkými délkami a malou bodovou velikostí, které jsou ideální pro studie urychlování plazmatu.

### NLCTA
Next Linear Collider Test Accelerator (NLCTA) je urychlovač pro energie 60 až 120 MeV využívající elektronové svazky pro experimenty s pokročilou manipulací svazků a urychlovací technikou. Nachází se na koncové stanice B laboratoře SLAC. Seznam relevantních výzkumných publikací je možné najít zde Archivováno 15. 9. 2015 na Wayback Machine..

## Další objevy
- SLAC také pomáhal při vývoji klystronu.
- V laboratoři probíhá aktivní výzkum plazmatického zrychlení. Mezi nedávné úspěchy patří zvýšení energie elektronů ze 42 GeV na dvojnásobek na metrové škále urychlovače.
- Paleoparadoxia byla nalezena v areálu laboratoře, kostra zvířete je umístěna v malém muzeum v Breezeway.[24]
- Zařízení SSRI bylo použito k odhalení skrytého textu v Archimedově palimpsestu. Rentgenové paprsky ze synchrotronového záření způsobily zjasnění železa v originálním inkoustu, což umožnilo výzkumným pracovníkům vyfotogrfaovat původní dokument.[25]